# Gaedeina alternata
Gaedeina alternata is een vlinder uit de familie tandvlinders (Notodontidae). De wetenschappelijke naam van deze soort is voor het eerst geldig gepubliceerd in 1943 door Romieux.
De soort komt voor in tropisch Afrika.